# Gideon Fell
Pour les articles homonymes, voir Fell (homonymie).
Le docteur Gideon Fell (ou Gédéon Fell dans certaines traductions françaises) est un détective amateur fictif, créé par John Dickson Carr, et inspiré de l'écrivain Gilbert Keith Chesterton.
Cependant, dans le roman L'Étrange Cas du docteur Jekyll et de mister Hyde de Robert Louis Stevenson, apparaît une référence à un certain docteur Fell vers la fin du chapitre 2 : « ou bien est-ce cette vieille histoire du docteur Fell ? » Or, ce roman paraît en 1886, alors que Chesterton n'avait que 12 ans.

## Biographie
Grand universitaire et criminologue réputé, amateur de bière et fumeur de pipe, l'obèse Dr Fell a le teint vermeil, un lorgnon inquisiteur et se déplace à l'aide de plusieurs cannes. Héros de 23 romans, 5 nouvelles et 5 pièces radiophoniques, il apparaît pour la première fois en 1933 dans Le Gouffre aux sorcières. Il a alors une épouse et est propriétaire d'un cottage dans le Lincolnshire. 
Plusieurs de ses enquêtes se déroulent dans des atmosphères à la limite du fantastique.  Il se trouve maintes fois confronté à des énigmes de chambre close, de crimes impossibles et de meurtres d'apparence surnaturelle. Sa méthode : poser beaucoup de questions, réfléchir en maugréant et en poussant diverses onomatopées incongrues, puis livrer la solution de l'énigme le plus naturellement du monde, sans vantardise, presque, dirait-on, pour se débarrasser d'un fait gênant. Il collabore volontiers avec des inspecteurs de Scotland Yard, dont le superintendant Hadley, avec qui il entretient des rapports cordiaux.